# Magnolia lacei
Magnolia lacei är en magnoliaväxtart som först beskrevs av William Wright Smith, och fick sitt nu gällande namn av Richard B. Figlar. Magnolia lacei ingår i släktet Magnolia och familjen magnoliaväxter. Inga underarter finns listade i Catalogue of Life.